# 2006 QW180
2006 QW180, também escrito como 2006 QW180, é um objeto transnetuniano que está localizado no Cinturão de Kuiper, uma região do Sistema Solar. Ele possui uma magnitude absoluta de 7,5 e tem um diâmetro estimado com 139 km.

## Descoberta
2006 QW180 foi descoberto no dia 21 de agosto de 2006.

## Órbita
A órbita de 2006 QW180 tem uma excentricidade de 0,195 e possui um semieixo maior de 38,115 UA. O seu periélio leva o mesmo a uma distância de 30,668 UA em relação ao Sol e seu afélio a 45,562 UA.